# Les Villards-sur-Thônes
Les Villards-sur-Thônes è un comune francese di 1 034 abitanti situato nel dipartimento dell'Alta Savoia della regione dell'Alvernia-Rodano-Alpi.

## Società

### Evoluzione demografica
Abitanti censiti